# Saint-Baslemont
Saint-Baslemont ist eine französische Gemeinde mit 84 Einwohnern (Stand 1. Januar 2022) im Département Vosges in der Region Grand Est. Sie liegt im Arrondissement Neufchâteau und ist Mitglied im Gemeindeverband Les Vosges côté Sud-Ouest. Die Einwohner werden Saint-Baslemontais und Saint-Baslemontaises genannt.

## Geografie

### Lage
Saint-Baslemont liegt in Lothringen, etwa sieben Kilometer südöstlich von Vittel und etwa 36 Kilometer westlich von Épinal.
Umgeben wird Saint-Baslemont von den vier Nachbargemeinden:

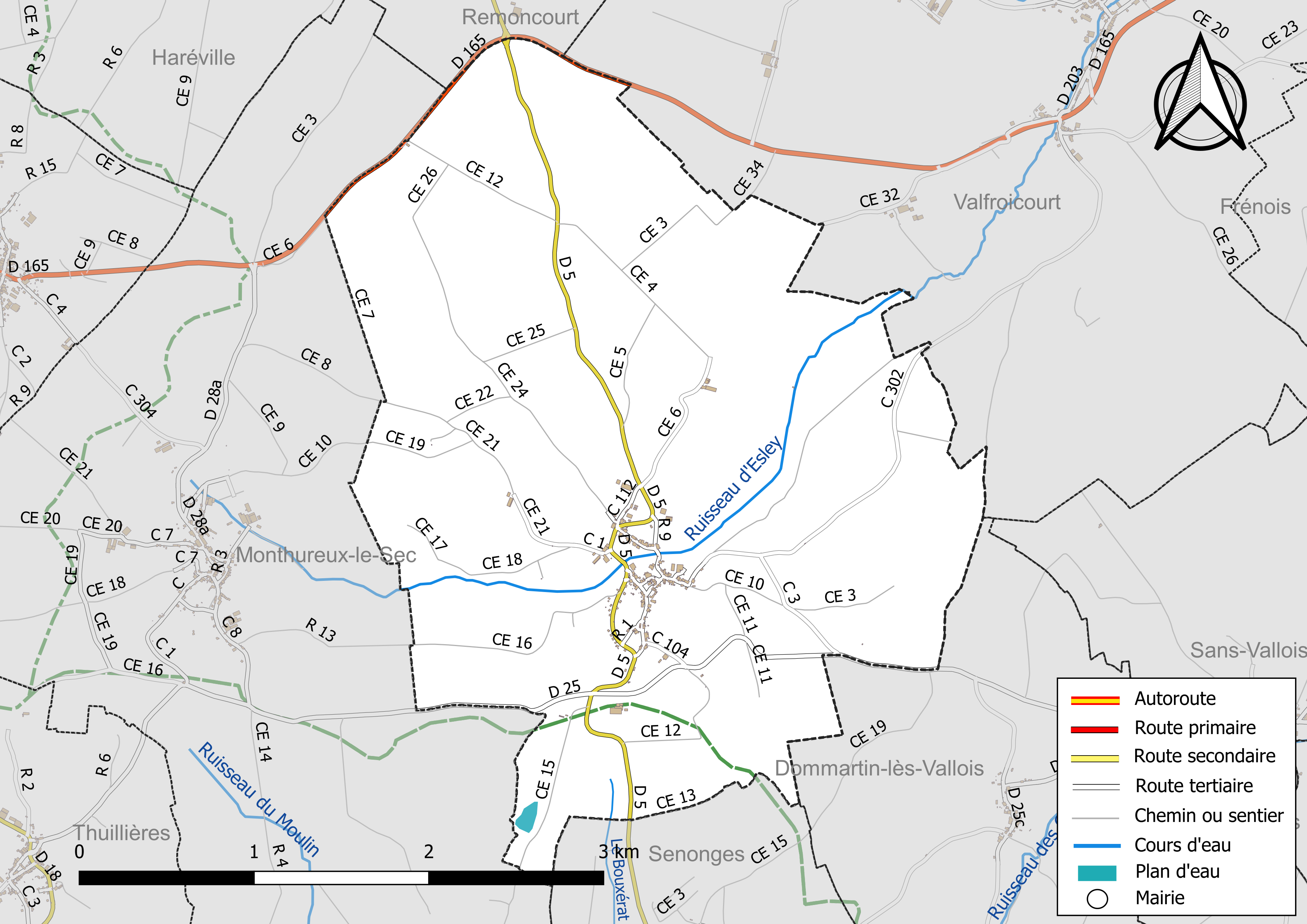
Gewässer und Straßen der Gemeinde

| Lignéville              |                                             | Thuillières |
|                         | Kompassrose, die auf Nachbargemeinden zeigt |             |
| Provenchères-lès-Darney | Relanges                                    |             |

### Hydrografie
Die Gemeinde liegt teilweise im Einzugsgebiet des Rheins und teilweise im Einzugsgebiet der Rhone. Sie wird durch den Ruisseau de Thuillières, den Ruisseau du Bois le Comte, den Ruisseau de Bonneval und den Ruisseau Jean Veaulot entwässert.

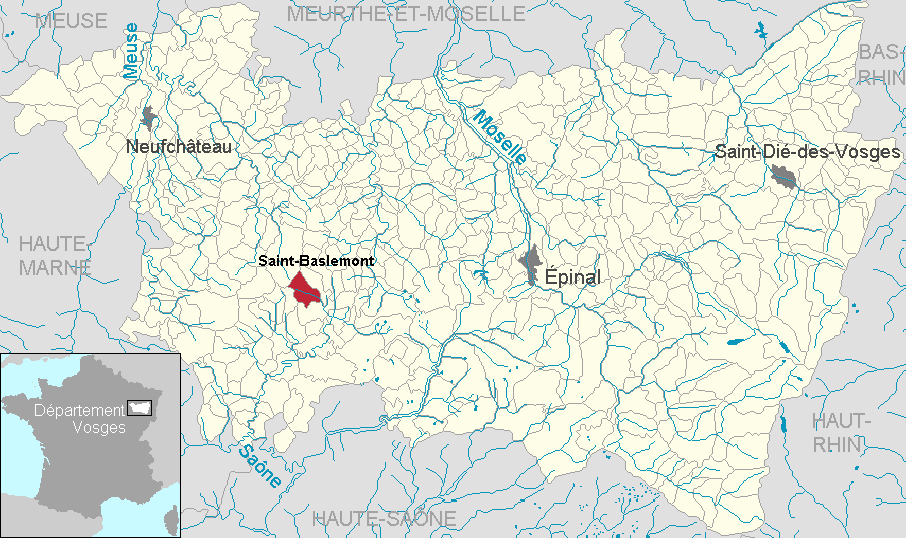
Lage von Saint-Baslemont im Département Vosges

## Geschichte
Der Name des Ortes geht zurück auf den Heiligen Basolus von Verzy (französisch: Saint-Basle).
1635 wurde das Schloss von Saint-Baslemont während des Dreißigjährigen Krieges von den Schweden belagert und von Madame de Saint-Baslemont, der „christlichen Amazone“, verteidigt.

### Bevölkerungsentwicklung
| Jahr      | 1962 | 1968 | 1975 | 1982 | 1990 | 1999 | 2007 | 2019 |
| Einwohner | 133  | 141  | 136  | 124  | 89   | 79   | 90   | 78   |

## Sehenswürdigkeiten
- Ruinen des Klosters Bonneval aus dem 13. Jahrhundert
- Schloss aus dem 16. und 17. Jahrhundert, Hauptgebäude sowie Nord- und Südturm seit 1937 als Monument historique eingeschrieben
- Kirche Saint-Jean-Baptiste, ehemalige Schlosskapelle aus dem 16. Jahrhundert

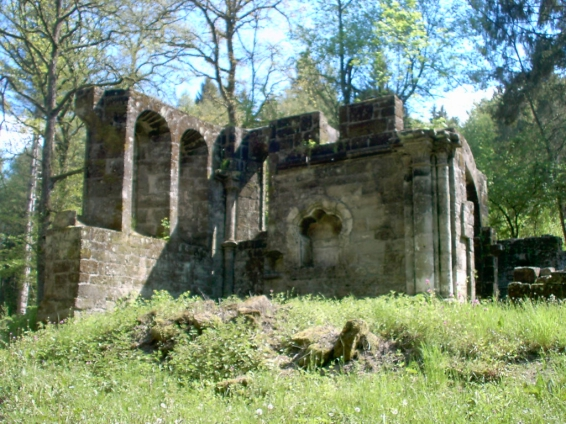
Ruinen des Klosters Bonneval
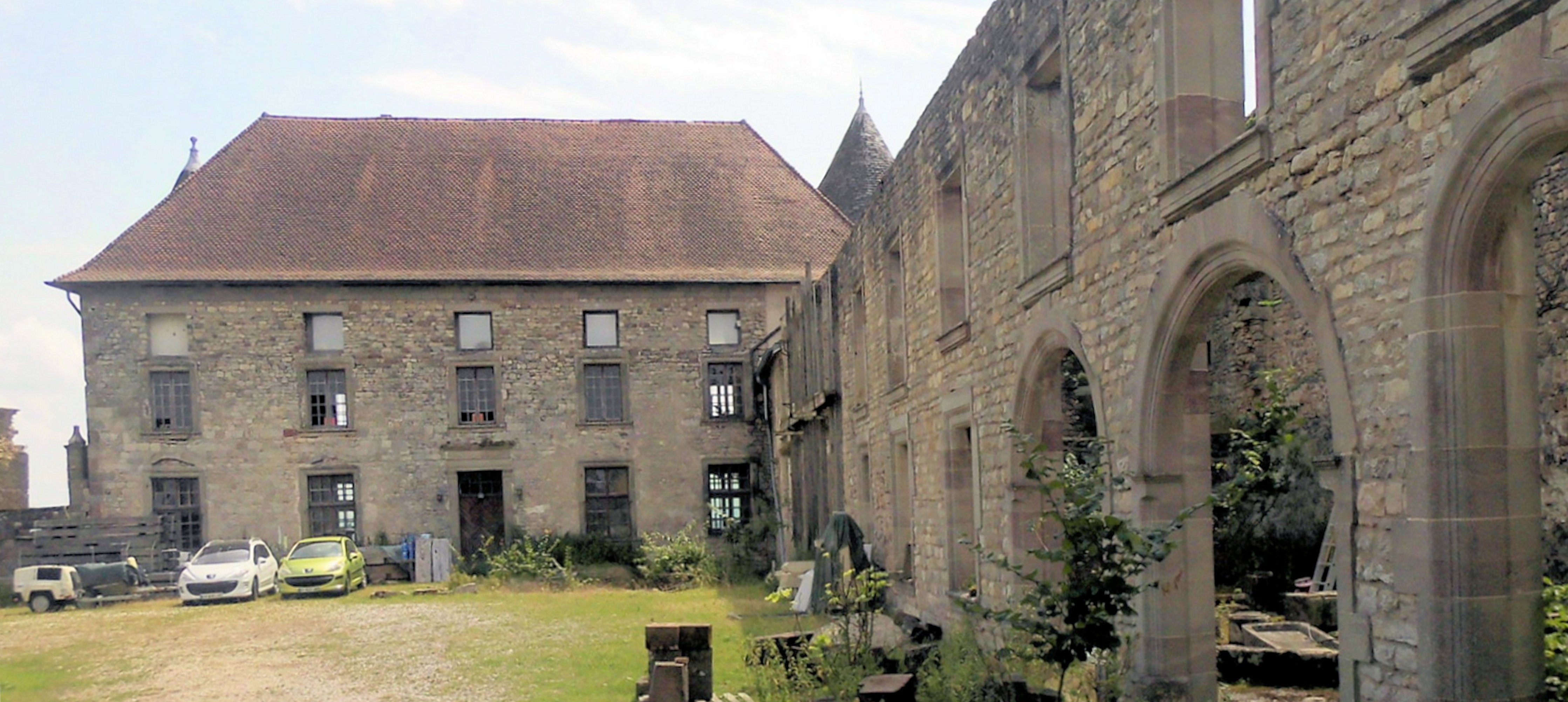
Nordwestseite des Schlosses
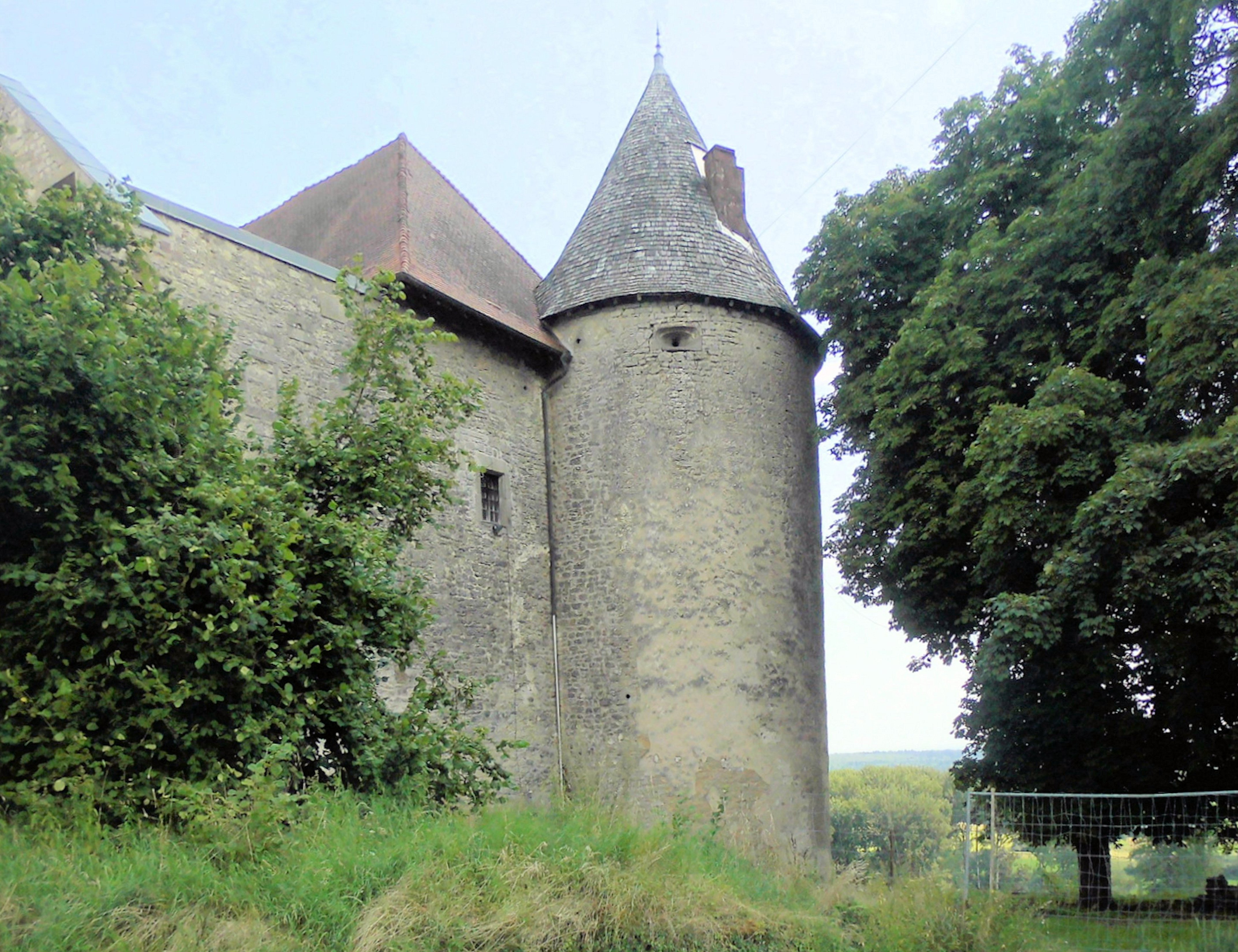
Südwestseite des Schlosses
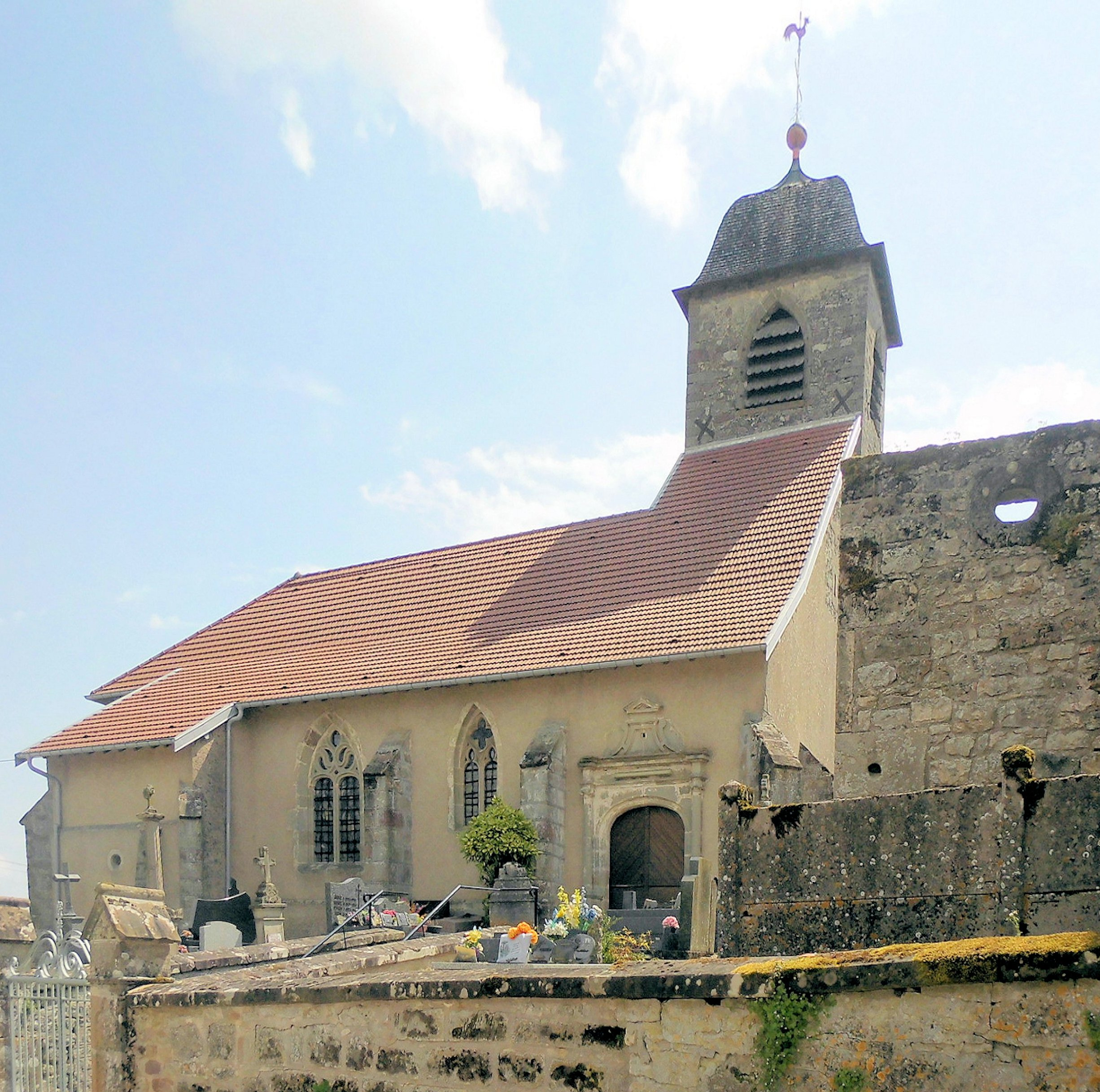
Kirche Saint-Jean-Baptiste
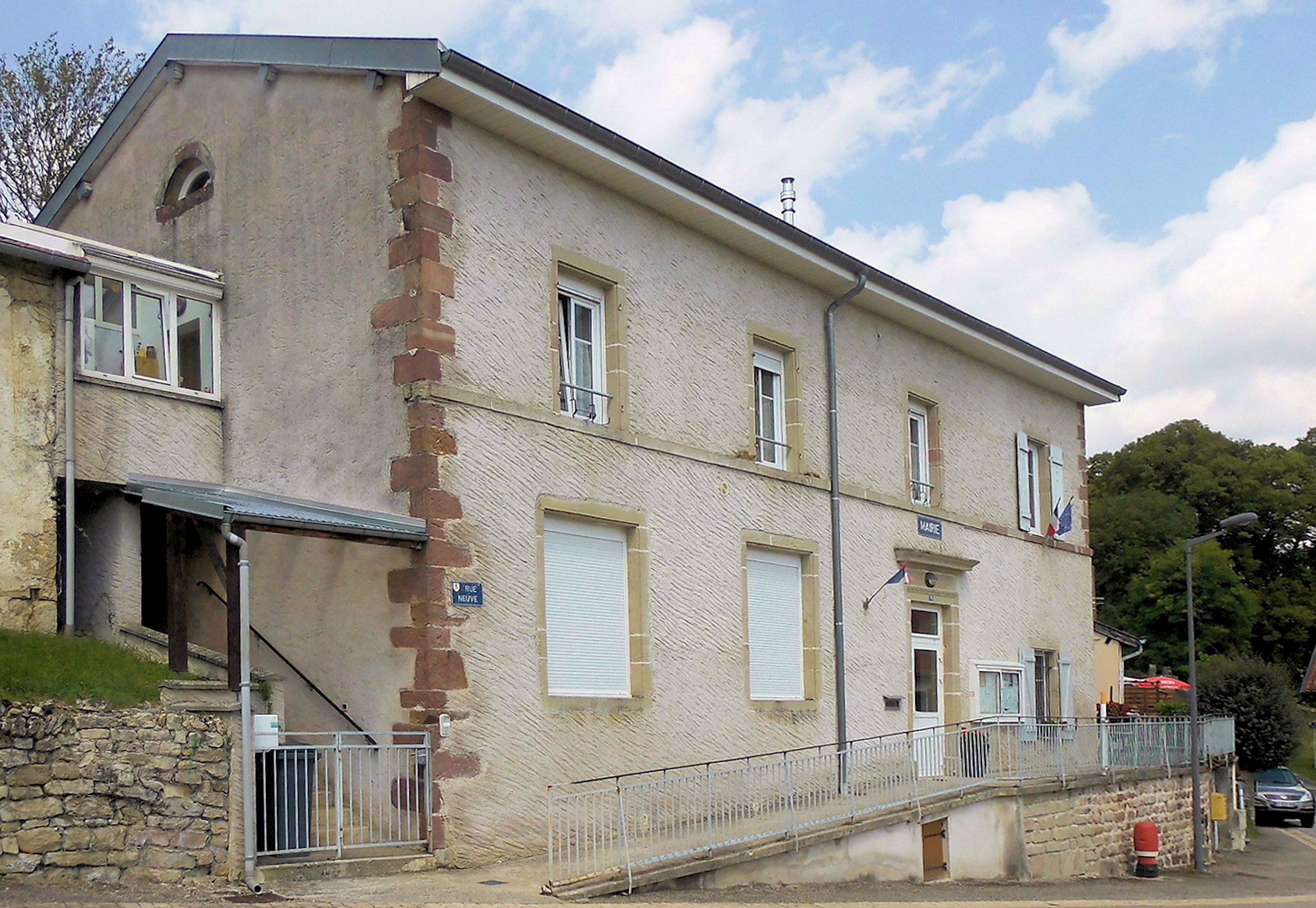
Mairie Saint-Baslemont